# 김태희 (육상 선수)
김태희(2005년 9월 7일~)는 대한민국의 육상 선수로 주 종목은 해머던지기이다. 

## 경력
2005년 해남군에서 김영식과 송남이 부부의 딸로 태어났다. 해남서초등학교를 졸업한 후 전남체육중학교로 진학했다. 초등학교 시절에는 포환던지기, 중학교 시절에는 원반던지기를 했으며 이리공업고등학교로 진학하면서 본격적으로 해머던지기를 시작했다.
2022년 10월 쿠웨이트의 쿠웨이트시티에서 열린 2022년 아시아 유스 선수권 대회에서 59.24m의 기록으로 이란의 멜리카 노루지와 마흐디스 미나에이푸르를 누르고 우승을 차지했다. 
2023년 6월 대한민국 예천에서 열린 2023년 아시아 주니어 선수권 대회에서 59.97m의 기록으로 중국의 가오진야오와 우즈베키스탄의 옐리나 실랴미예바의 뒤를 이어 동메달을 획득했다. 같은 해 9월 중국 항저우에서 열린 2022년 아시안 게임에 참가하여 64.14m의 기록으로 중국의 왕정와 자오제의 뒤를 이어 동메달을 획득했다. 
2024년 4월에는 아랍에미리트 두바이에서 열린 2024년 아시아 주니어 선수권 대회에서 61.19m의 기록으로 중국의 장자러와 팡링의 뒤를 이어 동메달을 획득했다.